# Saint-Étienne-de-Lisse
Saint-Étienne-de-Lisse település Franciaországban, Gironde megyében. Lakosainak száma 181 fő (2022. január 1.). Saint-Étienne-de-Lisse Montagne, Saint-Christophe-des-Bardes, Sainte-Colombe, Saint-Genès-de-Castillon, Saint-Hippolyte, Saint-Magne-de-Castillon és Saint-Pey-d’Armens községekkel határos.

## Népesség
A település népessége az elmúlt években az alábbi módon változott:
| Lakosok száma | 453  | 421  | 387  | 298  | 254  | 246  | 231  | 195  | 190  | 181  |
|               | 1968 | 1982 | 1990 | 2006 | 2013 | 2015 | 2017 | 2019 | 2020 | 2022 |